# Чемпионат России по дзюдо 2004
Чемпионат России по дзюдо 2004 года проходил в Челябинске.

## Медалисты

### Мужчины
| Категория                   | Золото                                 | Серебро                               | Бронза                                                                |
| --------------------------- | -------------------------------------- | ------------------------------------- | --------------------------------------------------------------------- |
| Наилегчайший вес (до 60 кг) | Максим Пономарёв Ленинградская область | Эдуард Довгань Челябинск              | Анзор Гаунов Кабардино-Балкария Евгений Станев Ленинградская область  |
| Полулёгкий вес (до 66 кг)   | Максим Кузнецов Брянск                 | Виталий Верхотуров Краснодарский край | Александр Абляев Пермская область Михаил Верхоланцев Пермская область |
| Лёгкий вес (до 73 кг)       | Павел Попов Москва                     | Аслан Анаев Кабардино-Балкария        | Улан Гуртуев Адыгея Гарик Айвазян Красноярский край                   |
| Полусредний вес (до 81 кг)  | Денис Огиенко Москва                   | Саламу Межидов Чеченская Республика   | Руслан Гаджиев Челябинск Ибрагимгаджи Ибрагимгаджиев Дагестан         |
| Средний вес (до 90 кг)      | Алексей Михалёв Волгоград              | Вячеслав Делок Адыгея                 | Андрей Комиссаров Челябинск Тагир Хайбулаев Самара                    |
| Полутяжёлый вес (до 100 кг) | Дмитрий Кабанов Москва                 | Максим Брянов Санкт-Петербург         | Рамазан Ахадуллаев Рязань Виталий Яловенко Волгоград                  |
| Тяжёлый вес (свыше 100 кг)  | Александр Михайлин Москва              | Сурен Балачинский Москва              | Владимир Галкин Волгоград Гаджимурад Муслимов Дагестан                |
| Абсолютная категория        | Владимир Владимиров Челябинск          | Максим Брянов Челябинск               | Рахиб Бабаев Челябинск Владимир Галкин Волгоград                      |

### Женщины
| Категория                   | Золото                            | Серебро                               | Бронза                                                       |
| --------------------------- | --------------------------------- | ------------------------------------- | ------------------------------------------------------------ |
| Наилегчайший вес (до 48 кг) | Наталья Самойлова Пенза           | Татьяна Бобалова Саратовская область  | Екатерина Замулдинова Свердловская область Яна Сербова Пермь |
| Полулёгкий вес (до 52 кг)   | Людмила Богданова Санкт-Петербург | Наталья Арановская Краснодарский край | Александра Дурнова Самарская область Анна Давыдченко Москва  |
| Лёгкий вес (до 57 кг)       | Ольга Сонина Новосибирск          | Наталья Юхарева Санкт-Петербург       | Елена Троян Пермская область Татьяна Папушина Калуга         |
| Полусредний вес (до 63 кг)  | Арина Александрова Москва         | Ирина Громова Барнаул                 | Юлия Кузина Оренбург Вера Коваль Брянск                      |
| Средний вес (до 70 кг)      | Полина Чеканина ХМАО              | Юлия Семёнова Москва                  | Оксана Герзанич Астрахань Наталья Павлова Тверь              |
| Полутяжёлый вес (до 78 кг)  | Вера Москалюк ХМАО                | Светлана Фёдорова Тюмень              | Наталья Бурова Москва Марина Морозова Мурманск               |
| Тяжёлый вес (свыше 78 кг)   | Ирина Родина Пермь, Тула          | Елена Шлейзе Омск                     | Наталья Соколова Красноярский край Алла Куликова Пермь       |
| Абсолютная категория        | Ирина Родина Пермь, Тула          | Наталья Бурова Москва                 | Марина Диброва Чувашия Олеся Назаренко Московская область    |